# Barkowo (gromada w powiecie człuchowskim)
Barkowo – dawna gromada, czyli najmniejsza jednostka podziału terytorialnego Polskiej Rzeczypospolitej Ludowej w latach 1954–1972.
Gromady, z gromadzkimi radami narodowymi (GRN) jako organami władzy najniższego stopnia na wsi, funkcjonowały od reformy reorganizującej administrację wiejską przeprowadzonej jesienią 1954 do momentu ich zniesienia z dniem 1 stycznia 1973, tym samym wypierając organizację gminną w latach 1954–1972.
Gromadę Brzezie z siedzibą GRN w Barkowie utworzono – jako jedną z 8759 gromad na obszarze Polski – w powiecie człuchowskim w woj. koszalińskim na mocy uchwały nr 43/54 WRN w Koszalinie z dnia 5 października 1954. W skład jednostki weszły obszary dotychczasowych gromad Barkowo i Uniechów ze zniesionej gminy Strzeczona w tymże powiecie. Dla gromady ustalono 14 członków gromadzkiej rady narodowej.
31 grudnia 1959 do gromady Barkowo włączono obszar zniesionej gromady Bińcze (bez wsi Biernatka i Olszanowo) w tymże powiecie.
31 grudnia 1971 z gromady Barkowo wyłączono: a) wieś Uniechów, włączając ją do gromady Debrzno; b) wieś Bińcze, włączając ją do nowo utworzonej gromady Czarne – w tymże powiecie, po czym gromadę Barkowo zniesiono, a jej (pozostały) obszar włączono do gromady Chrząstowo tamże.